# Кремозано
Кремозано (итал. Cremosano) је насеље у Италији у округу Кремона, региону Ломбардија.
Према процени из 2011. у насељу је живело 1485 становника. Насеље се налази на надморској висини од 82 м.

## Становништво
| 1936. | 1951. | 1961. | 1971. | 1981. | 1991. | 2001. | 2011. |
| ----- | ----- | ----- | ----- | ----- | ----- | ----- | ----- |
| 974   | 1.037 | 961   | 965   | 998   | 1.060 | 1.162 | 1.580 |